# Lift Off (chanson)
Pour les articles homonymes, voir Lift Off.
Singles de Jay-Z et Kanye West
Otis
(2011) Niggas in Paris
(2011)
Singles par Beyoncé
Best Thing I Never Had
(2011) Countdown
(2011)
Lift Off est une chanson de Jay-Z et Kanye West, en duo avec Beyoncé, 3e single extrait de leur album commun Watch the Throne. Initialement annoncé comme 1er single, le titre a été publié en radio le 23 août 2011.

## Enregistrement
Le titre est produit par Kanye West, Jeff Bhasker et Mike Dean, et coproduit par Q-Tip, Pharrell Williams et Don Jazzy. Bruno Mars, un temps annoncé en featuring sur le titre, a participé à l'écriture des paroles. Le chanteur Seal a également participé aux paroles et aux chœurs.
Le titre a été enregistré à Sydney en Australie.

## Classements
| Classement (2011)                        | Meilleure position |
| ---------------------------------------- | ------------------ |
| Australie (ARIA)                         | 81                 |
| Corée du Sud                             | 1                  |
| UK R&B (The Official Charts Company)     | 15                 |
| UK Singles (The Official Charts Company) | 48                 |